# Interessengemeinschaft Veranstaltungswirtschaft
Die Interessengemeinschaft Veranstaltungswirtschaft e. V. (kurz: IGVW) ist ein in Deutschland ansässiger Verband, der die Interessen der Veranstaltungswirtschaft vertritt.
Die IGVW wurde gegründet, um Qualitätsstandards zu fördern, die Sicherheit in der Veranstaltungstechnik zu erhöhen und die berufliche Aus- und Weiterbildung zu unterstützen.
Zur Erreichung der Vereinszwecke greift der IGVW auf die Expertise seiner Mitglieder und einschlägige Fachkenntnisse in anderen Verbänden und Interessenvertretungen aller Sektoren der Veranstaltungswirtschaft zurück. Dazu gehören auch die Deutsche Gesetzliche Unfallversicherung (DGUV), der Arbeitskreis der Sicherheitsingenieure von ARD und ZDF (AKSi) und das Netzwerk der Fachkräfte für Arbeitssicherheit (Sifa.VT-Initiative).

## Geschichte
Die IGVW entstand 2006 durch die themenbezogene Zusammenarbeit im Bereich Branchenstandards der Verbände Deutsche Theatertechnische Gesellschaft (DTHG),  Europäischer Verband der Veranstaltungs-Centren (EVVC), Bundesvereinigung Veranstaltungswirtschaft (ehemals FAMAB) und Verband für Medien- und Veranstaltungstechnik (VPLT).
Im September 2018 wurde die IGVW e.V. offiziell durch nachfolgend aufgeführten 11 Verbände gegründet.
- Association of Professional Wireless Production Technologies e. V.
- Ausstellungs- und Messe-Ausschuss der Deutschen Wirtschaft e. V.
- Bundesverband Beleuchtung & Bühne (Kamerabühne) e. V.
- Deutscher Bühnenverein – Bundesverband der Theater und Orchester
- Deutsche Theatertechnische Gesellschaft e. V.
- Europäischer Verband der Veranstaltungs-Centren e. V.
- fwd: Bundesvereinigung Veranstaltungswirtschaft e. V.
- Interessengemeinschaft der Personaldienstleister der Veranstaltungswirtschaft e. V.
- Interessengemeinschaft der Städte mit Theatergastspielen e. V.
- Interessengemeinschaft der selbständigen DienstleisterInnen in der Veranstaltungswirtschaft e. V.
- VPLT – Der Verband für Medien- und Veranstaltungstechnik e. V.

## Ziele und Aufgaben
Der Vereinszweck der IGVW ist die Förderung der Qualität und Sicherheit in der Veranstaltungsbranche sowie die Wahrnehmung allgemeiner Interessen der Unternehmen und der Berufsstände der Veranstaltungswirtschaft.
Diese Ziele werden insbesondere durch folgende Maßnahmen verwirklicht:
1. Wahrnehmung fachlicher Interessen: Vertretung gegenüber internationalen und nationalen Einrichtungen der Normung, Gesetzgebung und öffentlichen Verwaltung
2. Förderung von Qualitätsstandards: Erarbeitung und Festlegung von Sicherheits- und Qualitätsstandards für alle Sektoren der Veranstaltungswirtschaft
3. Berufliche Aus- und Weiterbildung: Förderung der beruflichen Qualifikation und Weiterbildung von Fachkräften in der Veranstaltungstechnik
4. Bearbeitung von Themen aus Arbeit und Soziales: Kommunikation und Bearbeitung relevanter Themenbereiche innerhalb der Branche

## Satzung
Gemäß Satzung ist die IGVW ein Verein mit Sitz in Köln. Das Geschäftsjahr entspricht dem Kalenderjahr. Die IGVW hat ordentliche Mitglieder und Fördermitglieder. Ordentliche Mitglieder sind juristische Personen und Personengesellschaften aus dem Bereich der Veranstaltungswirtschaft. Fördernde Mitglieder können sowohl juristische als auch natürliche Personen sein.

## Mitglieder
Die IGVW umfasst eine breite Mitgliederbasis aus Fachverbände der verschiedenen Bereichen der Veranstaltungswirtschaft sowie Bildungsanbieter und Unternehmen aus Deutschland, Österreich und der Schweiz.
Die in der IGVW organisierten Verbände vertreten insgesamt 9.503 Unternehmen, Institutionen und Einzelpersonen (Stand 2024).

## Publikationen
Die IGVW veröffentlicht regelmäßig igvw Qualitätsstandards (SQ = Standard der Qualität | Standard of Quality). Diese berücksichtigen die aktuelle Rechtslage zum Zeitpunkt der Veröffentlichung und beschreiben auf dieser Grundlage die speziellen Arbeitsverfahren und notwendigen Kompetenzen. Sie enthalten eine Übersicht der anzuwendenden Rechtsgrundlagen, Normen und Anforderungen zum Arbeits- und Gesundheitsschutz.
- SQQ – Standard der Qualität Qualifikation definieren die notwendigen Kompetenzen und deren Prüfung bei Fachkräften und Sachkundigen.
- SQP – Standard der Qualität Praxis definieren Arbeitsverfahren bei der Bereitstellung und Benutzung von Arbeitsmitteln der Veranstaltungstechnik.
- SQO – Standard der Qualität Organisation definieren Aufbau- und Ablauforganisation in Unternehmen sowie Dokumentation und Zertifizierung von Prozessen.

Diese Publikationen sind kostenfrei zugänglich.
| Titel                                                                          | Stand   | Kurzbeschreibung | Normativer Verweis |
| SQQ1 – Kompetenz der Elektrofachkraft für Veranstaltungstechnik                | 01.2018 | Dieser Standard definiert die Anforderungen an die Kompetenz der Elektrofachkraft für das Arbeitsgebiet Veranstaltungstechnik sowie die diesbezüglichen Qualifizierungsmaßnahmen. Elektrofachkräfte für das Arbeitsgebiet Veranstaltungstechnik planen, errichten, betreiben und warten mobile elektrische Anlagen für Veranstaltungstechnik und setzen diese instand. Mobile elektrische Anlagen für Veranstaltungstechnik sind im igvw Branchenstandard SQP4 „Mobile elektrische Anlagen in der Veranstaltungstechnik“ beschrieben.                                                                                           | DGUV, DIN          |
| SQQ2 – Sachkunde für Veranstaltungsrigging                                     | 02.2024 | Dieser Qualitätsstandard beschreibt die Qualifizierung und Prüfung von Personen für das Rigging in der Veranstaltungstechnik in drei Stufen, die Verantwortung der Bildungsträger sowie die fachliche Qualifikation der Ausbilder. | DGUV               |
| SQQ7 – Tonspezialist:in                                                        | 04.2022 | Der SQQ7 definiert eine berufliche Spezialisierungsqualifikation und zielt auf Niveau 5 des DQR (Deutscher Qualifikationsrahmen) bzw. den gleichwertigen EQF Level 5 (European Qualification Framework). Er schließt damit an die Ausbildung zur Fachkraft für Veranstaltungstechnik (DQR-Niveau 4) an und setzt die dort erworbenen Kompetenzen voraus, steht aber auch Quereinsteigerinnen mit nachgewiesenen Vorkenntnissen offen. |                    |
| SQQ8 – Sachkunde zum Nachweis von Brandeigenschaften gemäß igvw SQP8           | 03.2021 | Dieser Standard beschreibt die Anforderungen an die Sachkunde von Personen zur Durchführung der Prüfverfahren nach igvw SQP8 zur Ermittlung der Brandeigenschaften von Materialien, die im Dekorationsbau verwendet werden. | DGUV               |
| SQQ10 – Sachkunde für Informations- und Kommunikationstechnik Level 1          | 06.2024 | Sachkundige für Informations- und Kommunikationstechnik Level 1 installieren, warten und betreiben Informationssysteme und alle mit Informations- & Kommunikationstechnologien (ICT) zusammenhängenden Geräte im Umfeld der Medien- und Veranstaltungstechnik. Sie stellen Netzwerk-Infrastrukturen beispielsweise in Theatern, Messen, Museen, Themenparks, Funk und Fernsehen, Produktionsstätten der Veranstaltungswirtschaft, Kongresshäuser und Veranstaltungsstätten zur Verfügung. |                    |
| SQ02 – Veranstaltungsrigging Organisation und Arbeitsverfahren                 | 04.2019 | Dieser Qualitätsstandard gilt für die Aufbau- und Ablauforganisation für das Rigging und andere Höhenarbeiten in der Veranstaltungstechnik. Dies beinhaltet die einzelnen Verantwortlichkeiten der Beteiligten. Zusätzlich werden auch Arbeitsverfahren und -methoden sowie insbesondere die Anwendung von persönlichen Schutzausrüstungen gegen Absturz erläutert. | DGUV               |
| SQO6 – Auswahl, Aufgaben und Beauftragung einer Veranstaltungsleitung          | 11.2020 | Diese Praxishilfe beschreibt die Funktion, Aufgaben und Anforderungen sowie die Beauftragung der Veranstaltungsleitung im Sinne der versammlungsstättenrechtlichen Vorschriften auf Grundlage der Muster-Versammlungsstättenverordnung (MVStättVO). |                    |
| SQO9 – Arbeitsschutzorganisation für Unternehmen der Veranstaltungswirtschaft  | 08.2024 | Dieser Qualitätsstandard beschreibt für Unternehmen der Veranstaltungswirtschaft die grundsätzlich notwendigen Aspekte für eine wirksame Arbeitsschutzorganisation. |                    |
| SQP1 – Traversen                                                               | 03.2010 | Dieser Standard gilt für die Bereitstellung und Benutzung von Traversen und Konstruktionen aus Traversen in der Veranstaltungs- und Produktionstechnik. | DGUV               |
| SQP2 – Elektrokettenzüge                                                       | 03.2024 | Dieser Qualitätsstandard der Veranstaltungswirtschaft beschreibt die Verwendung von Elektrokettenzügen und zugehöriger Systemkomponenten in der Veranstaltungstechnik. Die Verwendung von Elektrokettenzügen umfasst jegliche Tätigkeit mit diesen. Hierzu gehören insbesondere Planung, Auswahl, Bereitstellung und Benutzung. Die Benutzung umfasst wiederum Lagerung, Transport, Montage, Betrieb, Wartung, Instandhaltung und Prüfung. | DGUV               |
| SQP4 – Mobile elektrische Anlagen in der Veranstaltungstechnik                 | 01.2012 | Dieser Praxisleitfaden richtet sich an Elektrofachkräfte und beschreibt den Ablauf zur Errichtung von mobilen elektrischen Anlagen im Bereich der Veranstaltungstechnik. Eine elektrotechnische Qualifikation nach igvw SQQ1 wird vorausgesetzt. Eine mobile elektrische Anlage beginnt beim vereinbarten Speisepunkt und wird grundsätzlich aus steckerfertigen Betriebsmitteln errichtet. | DGUV,DIN           |
| SQP5 – Aufstellung und Betrieb nicht ortsfester Bühnen und Bühnenüberdachungen | 04.2018 | Dieser Standard gilt für die Aufstellung den Betrieb von nicht ortsfesten Bühnen und Bühnenüberdachungen. | DGUV               |
| SQP7 – Dekorationsbau                                                          | 02.2021 | Dieser Qualitätsstandard gilt für den Dekorationsbau in Veranstaltungs- und Produktionsstätten (in Räumen und Hallen) für szenische Darstellungen. Er behandelt u. a. das Planen, Entwerfen, Konstruieren, Herstellen, Verwenden und Entsorgen sowie das Bereitstellen am Markt (z. B. Verkauf und Vermietung) von Dekorationsbauten. | DGUV               |
| SQP8 – Brandschutz im Dekorationsbau                                           | 03.2021 | Dieser Qualitätsstandard der Veranstaltungswirtschaft beschreibt die Vorgehensweise bei der Erstellung einer Gefährdungsbeurteilung hinsichtlich des Brandschutzes im Dekorationsbau für Veranstaltungen. Er zeigt Möglichkeiten auf, wie Materialien hinsichtlich der Brandgefahr bewertet und klassifiziert werden können. Weiterhin werden praxisgerechte Maßnahmen zur Verhinderung einer Brandausbreitung in der Entstehungsphase beschrieben. Es wird dargestellt, wie unterschiedliche bauliche und anlagentechnische Voraussetzungen von Spielstätten bei der Beurteilung der Brandgefahr berücksichtigt werden können. | DGUV               |

Stand: August 2024

## Mitgliedschaften
Die IGVW ist Mitglied bei DIN und dem europäischen Verband ETTEC vzw.

## Lobbyregister
Die Interessengemeinschaft Veranstaltungswirtschaft (IGVW) e. V. wird unter der Registernummer R000065 seit dem 15. Januar 2022 im Lobbyregister des deutschen Bundestag geführt.